# Смёнки
Смёнки — деревня в Талдомском районе Московской области России. Входит в состав сельского поселения Квашёнковское. Население — 73 чел. (2010).

## География
Расположена на севере Московской области, в северной части Талдомского района, примерно в 10 км к северу от центра города Талдома, на левом берегу впадающей в Хотчу реки Шухормы (бассейн Угличского водохранилища), у границы с Тверской областью. Связана автобусным сообщением с районным центром и центром соседнего Кимрского района — городом Кимры. Ближайшие населённые пункты — село Квашёнки, деревни Маклыгино и Желдыбино.

## Население
| 1859 | 1888 | 1926 | 2002 | 2006 | 2010 |
| ---- | ---- | ---- | ---- | ---- | ---- |
| 216  | ↗232 | ↗283 | ↘62  | ↘54  | ↗73  |

## История
В «Списке населённых мест» 1862 года Сменки — владельческая деревня 2-го стана Калязинского уезда Тверской губернии по Дмитровскому тракту, в 56 верстах от уездного города, при речке Шухорме, с 27 дворами и 216 жителями (100 мужчин, 116 женщин).
По данным 1888 года входила в состав Талдомской волости Калязинского уезда, проживало 44 семьи общим числом 232 человека (102 мужчины, 130 женщин).
В 1915 году — 47 дворов.
Постановлением президиума ВЦИК от 15 августа 1921 года Талдомская волость была включена в состав образованного Ленинского уезда Московской губернии и стала называться Ленинской.
По материалам Всесоюзной переписи населения 1926 года — деревня Квашёнковского сельского совета Ленинской волости Ленинского уезда, проживало 283 жителя (117 мужчин, 166 женщин), насчитывалось 69 хозяйств, среди которых 62 крестьянских.
С 1929 года — населённый пункт в составе Ленинского района Кимрского округа Московской области.
Постановлением ЦИК и СНК от 23 июля 1930 года округа как административно-территориальные единицы были ликвидированы. Постановлением Президиума ВЦИК от 27 декабря 1930 года городу Ленинску было возвращено историческое наименование Талдом, а район был переименован в Талдомский.
1963—1965 гг. — Смёнки в составе Дмитровского укрупнённого сельского района.
В 1994 году Московской областной думой было утверждено положение о местном самоуправлении в Московской области, сельские советы как административно-территориальные единицы были преобразованы в сельские округа.
1994—2006 гг. — деревня Квашёнковского сельского округа Талдомского района.
2006—2009 гг. — деревня сельского поселения Ермолинское Талдомского района.
В 2009 году деревня Смёнки вошла в состав сельского поселения Квашёнковское Талдомского муниципального района Московской области, образованного путём выделения из состава сельского поселения Ермолинское.